# Sorry, Blame It on Me
"Sorry, Blame It on Me" (em português:  Desculpe, Ponha a Culpa Em Mim) é uma canção escrita por Akon, em seu segundo álbum de estúdio, Konvicted (Deluxe Edition). A música foi co-escrita e produzida por Clinton Sparks, e foi escrita após um incidente em uma casa noturna em que Akon fez uma dança sexual com uma menor de idade. A canção vazou na internet em 13 de Junho de 2007 alguns dias antes de ficar disponível no Myspace de Akon. A canção foi lançada no iTunes em 17 de Julho de 2007. A canção chegou à posição #1 na parada do iTunes em 21 de Julho de 2007 e 23 de Julho de 2007 em ocasiões separadas. A canção foi lançada nas rádios em 24 de Julho de 2007. Ela estreou em 4 de Agosto de 2007 na Billboard Hot 100 direto na posição #7. Um relançamento de Konvicted ficou disponível em 28 de Agosto de 2007 com este single e mais três outras novas canções.

## Desculpas
Pessoas a quem Akon pede desculpas na canção:
- Sua esposa, Tomeka
- Seus filhos, JahJah e Mohammed
- Danah Alleyne (Dançarina com quem ele simulou sexo)
- O pai da dançarina
- A boate onde o incidente ocorreu (Club Zen)
- Gwen Stefani
- Aos seus fãs

## Desempenho nas paradas

### Posições
| Top (2007)               | Melhor posição |                        |
| ------------------------ | -------------- | ---------------------- |
| Canadá - Hot 100 Singles | 17             |                        |
| EUA - Billboard Hot 100  | 7              |                        |
| United World Chart       | 2              | aling=america do sul=2 |